# Waterpolo als Jocs Olímpics d'estiu de 1984
Als Jocs Olímpics d'Estiu de 1984 celebrats a la ciutat de Los Angeles (Estats Units d'Amèrica) es disputà una prova de waterpolo en categoria masculina. La competició se celebrà entre els dies 1 i 10 d'agost de 1984 a la Raleigh Runnels Memorial Pool de Malibu.

## Comitès participants
Hi participaren un total de 146 jugadors de 12 comitès nacionals diferents:
| - Austràlia - Brasil - Canadà | - Espanya - Estats Units - Grècia | - Itàlia - Iugoslàvia - Japó | - Països Baixos - RFA - R.P. de la Xina |

## Resum de medalles
| Prova             | Or | Argent | Bronze |
| Waterpolo masculí | IugoslàviaMilorad Krivokapić · Deni Lušić · Zoran Petrović · Božo Vuletić · Veselin Đuho · Zoran Roje · Milivoj Bebić · Perica Bukić · Goran Sukno · Tomislav Paškvalin · Igor Milanović · Dragan Andrić · Andrija Popović | Estats UnitsCraig Wilson · Kevin Robertson · Gary Figueroa · Peter Campbell · Douglas Burke · Joseph Vargas · Jon Svendsen · John Siman · Andrew McDonald · Terry Schroeder · Jody Campbell · Timothy Shaw · Christopher Dorst | RFAPeter Röhle · Thomas Loebb · Frank Otto · Rainer Hoppe · Armando Fernández · Thomas Huber · Jürgen Schroder · Rainer Osselmann · Hagen Stamm · Roland Freund · Dirk Theismann · Werner Obschemikat |

## Medaller
| Posició | País         | Or | Argent | Bronze | Total |
| 1       | Iugoslàvia   | 1  | 0      | 0      | 1     |
| 2       | Estats Units | 0  | 1      | 0      | 1     |
| 3       | RFA          | 0  | 0      | 1      | 1     |

## Resultats

### Primera ronda
Grup A
|    | Equip           | Pts | J | G | E | P | GF | GC | Dif. |
| -- | --------------- | --- | - | - | - | - | -- | -- | ---- |
| 1. | Iugoslàvia      | 6   | 3 | 3 | 0 | 0 | 34 | 16 | +18  |
| 2. | Països Baixos   | 4   | 3 | 2 | 0 | 1 | 25 | 26 | –1   |
| 3. | R.P. de la Xina | 2   | 3 | 1 | 0 | 2 | 21 | 27 | –6   |
| 4. | Canadà          | 0   | 3 | 0 | 0 | 3 | 18 | 29 | –11  |

- 1 d'agost

| Iugoslàvia      | 13 – 4 | Canadà        |
| R.P. de la Xina | 8 – 10 | Països Baixos |

- 2 d'agost

| Iugoslàvia    | 12 – 7 | R.P. de la Xina |
| Països Baixos | 10 – 9 | Canadà          |

- 3 d'agost

| R.P. de la Xina | 6 – 5 | Canadà        |
| Iugoslàvia      | 9 – 5 | Països Baixos |

Group B
|    | Equip        | Pts | J | G | E | P | GF | GC | Dif. |
| -- | ------------ | --- | - | - | - | - | -- | -- | ---- |
| 1. | Estats Units | 6   | 3 | 3 | 0 | 0 | 32 | 17 | +15  |
| 2. | Espanya      | 4   | 3 | 2 | 0 | 1 | 39 | 31 | +8   |
| 3. | Grècia       | 1   | 3 | 0 | 1 | 2 | 23 | 33 | –10  |
| 4. | Brasil       | 1   | 3 | 0 | 1 | 2 | 25 | 38 | –13  |

- 1 d'agost

| Espanya      | 19 – 12 | Brasil |
| Estats Units | 12 – 5  | Grècia |

- 2 d'agost

| Espanya      | 12 – 9 | Grècia |
| Estats Units | 10 – 4 | Brasil |

- 3 d'agost

| Grècia  | 9 – 9  | Brasil       |
| Espanya | 8 – 10 | Estats Units |

Group C
|    | Equip     | Pts | J | G | E | P | GF | GC | Dif. |
| -- | --------- | --- | - | - | - | - | -- | -- | ---- |
| 1. | RFA       | 6   | 3 | 3 | 0 | 0 | 35 | 18 | +17  |
| 2. | Austràlia | 3   | 3 | 1 | 1 | 1 | 27 | 20 | +7   |
| 3. | Itàlia    | 3   | 3 | 1 | 1 | 1 | 27 | 23 | +4   |
| 4. | Japó      | 0   | 3 | 0 | 0 | 3 | 15 | 43 | –28  |

- 1 d'agost

| Itàlia | 15 – 5 | Japó      |
| RFA    | 10 – 6 | Austràlia |

- 2 d'agost

| Austràlia | 8 – 8  | Itàlia |
| RFA       | 15 – 8 | Japó   |

- 3 d'agost

| Japó | 2 – 15 | Austràlia |
| RFA  | 10 – 4 | Itàlia    |

### Ronda final
Grup D
|    | Equip         | Pts | J | G | E | P | GF | GC | Dif. |
| -- | ------------- | --- | - | - | - | - | -- | -- | ---- |
| 1. | Iugoslàvia    | 9   | 5 | 4 | 1 | 0 | 47 | 33 | +14  |
| 2. | Estats Units  | 9   | 5 | 4 | 1 | 0 | 43 | 34 | +9   |
| 3. | RFA           | 5   | 5 | 2 | 1 | 2 | 49 | 34 | +15  |
| 4. | Espanya       | 4   | 5 | 1 | 2 | 2 | 42 | 46 | –4   |
| 5. | Austràlia     | 3   | 5 | 1 | 1 | 3 | 37 | 48 | –11  |
| 6. | Països Baixos | 0   | 5 | 0 | 0 | 5 | 25 | 48 | –23  |

- 6 d'agost

| Austràlia    | 6 – 9 | Iugoslàvia    |
| Estats Units | 8 – 7 | Països Baixos |
| Espanya      | 8 – 8 | RFA           |

- 7 d'agost

| Estats Units | 12 – 7 | Austràlia     |
| Iugoslàvia   | 10 – 9 | RFA           |
| Espanya      | 8 – 4  | Països Baixos |

- 9 d'agost

| Estats Units  | 8 – 7  | RFA        |
| Països Baixos | 7 – 8  | Austràlia  |
| Espanya       | 8 – 14 | Iugoslàvia |

- 1 d'agost

| RFA          | 15 – 2  | Països Baixos |
| Austràlia    | 10 – 10 | Espanya       |
| Estats Units | 5 – 5   | Iugoslàvia    |

Group E
|     | Equip           | Pts | J | G | E | P | GF | GC | Dif. |
| --- | --------------- | --- | - | - | - | - | -- | -- | ---- |
| 7.  | Itàlia          | 9   | 5 | 4 | 1 | 0 | 63 | 14 | +49  |
| 8.  | Grècia          | 8   | 5 | 3 | 2 | 0 | 52 | 41 | +11  |
| 9.  | R.P. de la Xina | 6   | 5 | 3 | 0 | 2 | 44 | 39 | +5   |
| 10. | Canadà          | 3   | 5 | 1 | 1 | 3 | 40 | 48 | –8   |
| 11. | Japó            | 2   | 5 | 1 | 0 | 4 | 30 | 55 | –25  |
| 12. | Brasil          | 2   | 5 | 0 | 2 | 3 | 40 | 52 | –12  |

- 6 d'agost

| R.P. de la Xina | 10 – 4 | Japó   |
| Grècia          | 11 – 8 | Canadà |
| Itàlia          | 13 – 4 | Brasil |

- 7 d'agost

| Grècia | 14 – 7  | Japó            |
| Itàlia | 11 – 8  | R.P. de la Xina |
| Canadà | 10 – 10 | Brasil          |

- 9 d'agost

| R.P. de la Xina | 11 – 9 | Brasil |
| Canadà          | 8 – 5  | Japó   |
| Grècia          | 8 – 8  | Itàlia |

- 10 d'agost

| Japó   | 9 – 8  | Brasil          |
| Itàlia | 16 – 9 | Canadà          |
| Grècia | 10 – 9 | R.P. de la Xina |